# Nicole da Silva
Pour les articles homonymes, voir Silva.
Nicole da Silva est une actrice australienne née à Sydney le 18 septembre 1981.

## Filmographie
- 2005 : All Saints (en) (série télévisée) : Sasha Fernandez
- 2006 : Home and Away (série télévisée) : Jane Sims
- 2006 : Final Call (court métrage)
- 2007 : Dangerous (série télévisée) : Erica 'EC' Eulestra
- 2007 : East West 101 (série télévisée) : Lily
- 2008 : The List (court métrage) : l'ex-femme de Subiaco
- 2008 : Good News Week (série télévisée) : elle-même
- 2009 : Carla Cametti PD Behind the Scenes (série télévisée) : elle-même
- 2009 : The 7PM Project (série télévisée) : elle-même
- 2009 : Carla Cametti PD (série télévisée) : Lisa Testro
- 2008-2011 : Rush (série télévisée) : Stella Dagostino
- 2012 : Stuffed (court métrage télévisé) : Easter
- 2015 : Drama : Nana
- 2016 : The Tangle : Francesca
- 2013-2019 : Wentworth (série télévisée) : Franky Doyle
- 2016-2021 : Doctor Doctor (série télévisée) : Charlie Pereira Knight
- 2023 : One Night : Simone
- 2025 : Play Dirty de Shane Black

## Récompenses et nominations
Récompenses
- 2014 ASTRA Awards (en) - Most Outstanding Performance by an Actor (Female) pour Wentworth

Nominations
- 2008 Logie Awards - Graham Kennedy Award for Most Outstanding New Talent - Dangerous